# Kolonia Rzejowice
Kolonia Rzejowice (do 2019: Rzejowice) – kolonia w Polsce położona w województwie łódzkim, w powiecie radomszczańskim, w gminie Kodrąb.
W latach 1975–1998 miejscowość administracyjnie należała do województwa piotrkowskiego.
Zobacz też: Rzejowice